# Jornal de Londrina
O Jornal de Londrina (JL) foi um jornal em formato tablóide, com sede na cidade de Londrina.
Fundado em 31 de Julho de 1989, o JL foi adquirido em 1999 pelo grupo Rede Paranaense de Comunicação (RPC), circulando na Região Metropolitana de Londrina. Sua tiragem diária era de aproximadamente 30 mil exemplares, distribuídos gratuitamente e de forma dirigida, ou seja, o jornal era entregue em residências e estabelecimentos comerciais. Esta forma de distribuição foi iniciada em maio de 2006, dando início a uma revolução inédita na imprensa do norte do Estado do Paraná. Uma de suas principais características foi a participação dos leitores, que tinha espaço garantido em toda a edição, e não somente nas páginas de opinião.
No dia 18 de dezembro de 2015, o periódico encerrou suas atividades, bem como o seu portal virtual, que foi retirado da internet no dia 17 de dezembro.